# Sagolandet (musikalbum)
Sagolandet gavs ut 2011 och är Timbuktus sjunde studioalbum.

## Låtlista
| Spår | Titel               | Producent/er                                   | Medverkande Gäst/er             | Tid   |
| ---- | ------------------- | ---------------------------------------------- | ------------------------------- | ----- |
| 1    | Allsång på gränsen  | Svante Lodén                                   | Damn!                           | 05:23 |
| 2    | Dödsdansen          | Patrik Collén                                  |                                 | 04:08 |
| 3    | Resten av ditt liv  | Oskar Linnros                                  |                                 | 03:55 |
| 4    | Allt grönt          | Jens "Chords" Resch                            |                                 | 04:12 |
| 5    | Ord och flera visor | Patrik Collén                                  | Albin Gromer                    | 03:53 |
| 6    | Malmö               | Tommy Tee                                      | Chords                          | 04:23 |
| 7    | Ingen tid           | Patrik Collén                                  |                                 | 04:02 |
| 8    | Kapitulera          | Nasty Kutt                                     | Susanne Sundfør                 | 03:24 |
| 9    | Ingenting enkelt    | Damn!                                          |                                 | 03:47 |
| 10   | Livets samba        | Patrik Collén                                  |                                 | 02:26 |
| 11   | Sagoland            | Nasty Kutt                                     |                                 | 04:11 |
| 12   | Dansa               | Jason Diakité, Jan Lundgren och Duo Pannacotta | Jan Lundgren och Duo Pannacotta | 05:04 |